# The Great Flood
Pour plus de détails, voir Fiche technique et Distribution.
The Great Flood (hangeul : 대홍수 ; RR : daehongsu ; litt. « inondation ») est un film sud-coréen réalisé par Kim Byung-woo et dont la sortie est prévue en 2025. Il sera diffusé en exclusivité sur Netflix,.

## Synopsis
Un individu semble être coincé dans une boucle temporelle se répétant continuellement, au dernier jour où la Terre est engloutie sous l'eau, où quelques habitants tentent de survivre dans un appartement qui s'enfonce dans l'inondation. Parmi eux, Hee-jo, un agent de sécurité y essaie à tout prix de sauver Anna, une chercheuse en intelligence artificielle.

## Fiche technique
- Titre original : 대홍수
- Titre international : The Great Flood
- Réalisation et scénario : Kim Byung-woo[4],[5]
- Production : Jeon Ryeo-kyeong[1],[4],[5]
- Société de production : Fantasy Light[1],[4],[5]
- Société de distribution : Netflix
- Pays de production :  Corée du Sud
- Langue originale : coréen
- Format : couleur
- Genre : catastrophe[1], science-fiction[5]
- Date de sortie : 2025 sur Netflix[3] Date sujette à modification

## Distribution
- Kim Da-mi : Anna[4]
- Park Hae-soo : Hee-jo[4]
- Jeong Min-jun[6]
- Kim Kyu-na[6]

## Production

### Développement
Début juin 2022, la société Fantasy Light rentre en discussion avec Netflix à propos du film catastrophe The Great Flood de Kim Byung-woo, ce qui marque le grand retour de l'actrice Kim Da-mi dans le rôle principal. En août, Netflix confirme la production du film catastrophe de science-fiction, dont le scénario est signé Kim Byung-woo,,.

« On peut dire que c'est un film catastrophe, mais l'idée originale était de commencer une histoire à travers le genre de catastrophe qui pourrait être très compliqué ou simple. »

— Kim Byung-woo

### Attribution des rôles
|  |

Début août 2022, Netflix confirme Kim Da-mi et Park Hae-soo dans les rôles principaux : Anna, une chercheuse en intelligence artificielle, et Hee-jo, un agent de sécurité,,. Fin août, Jeong Min-jun et Kim Kyu-na sont confirmés dans le rôle des élèves.

### Tournage
Le tournage a lieu entre le 1er juillet 2022 et le 5 janvier 2023.

## Accueil

### Diffusion
The Great Flood devait être lancé en hiver 2024. Début octobre 2024, il fait partie des sept films à présenter en avant-première à la conférence « Next on Netflix : 2025 Korean Movies » (넥스트 온 넷플릭스: 2025 한국 영화) et à diffuser en 2025 sur Netflix. Selon Netflix, début février, il sera mis en ligne au quatrième trimestre 2025.